# Amt Liebenburg
Das Amt Liebenburg war ein historisches Verwaltungsgebiet des Hochstifts Hildesheim, später des Königreichs Hannover bzw. der preußischen Provinz Hannover.

## Geschichte
Zentrum des Amtsgebiets, das mehrere Patrimonialgerichte und Klosterbezirke mit unterschiedlichen Beziehungen zur Amtsverwaltung umfasste, war die 1292 durch den Bischof Siegfried II. von Hildesheim erbaute Liebenburg im Harzvorland. Das Amt fiel im Quedlinburger Rezess 1523 an das Fürstentum Braunschweig-Wolfenbüttel, wurde aber 1643 an das Hochstift Hildesheim zurückgegeben. 1802 wurde es preußisch, nach dem französisch-westphälischen Zwischenspiel Ende 1813 hannöversch. Im Zuge einer Gebietsbereinigung wurden 1815 die Klosterbezirke von Dorstadt und Heiningen ausgegliedert und stattdessen Ohlendorf
vom Amt Schladen und später Alt Wallmoden vom Amt Wohldenberg eingegliedert. Bei der Verwaltungsreform von 1852 wurde das Amt in ein verkleinertes Amt Liebenburg und das Amt Salzgitter aufgeteilt. Beide wurden 1859 wieder vereinigt und das Amt als solches 1885 aufgehoben.

## Gemeinden
Die folgende Tabelle listet alle Gemeinden, die dem Amt Liebenburg bis 1802 angehört haben und ihre Gemeindezugehörigkeit heute. In Spalte 2 ist die Anzahl aller Haushalte im Jahre 1760 verzeichnet, und zwar Freie Häuser, Vollhöfe, Halbspännerhöfe, Viertelspännerhöfe, Großköthnerhöfe, Kleinköthnerhöfe und Brinksitzer zusammengenommen (im Original jeweils einzel aufgeführt). In Spalte 3 ist zum Vergleich die Einwohnerzahl im Jahr 1910 verzeichnet, in Spalte 4 die heutige Gemeindezugehörigkeit.
| Altgemeinde     | Haushalte | 1910  | heute                | Anmerkung |
| --------------- | --------- | ----- | -------------------- | --- |
| Altenrode       | 5         | 104   | Schladen-Werla       | 5 freie Häuser |
| Beinum          | 45        | 422   | Salzgitter           | |
| Bredelem        | 40        | 503   | Langelsheim          | |
| Dörnten         | 43        | 876   | Liebenburg           | |
| Dorstadt        | 43        | 632   | Dorstadt             | Dorstaadt |
| Eisenhütte      | 5         | -     | Liebenburg           | 1 Pulvermühle, 1 Mahlmühle, 1 Papiermühle, 1 Eisenhammer, 1 Krug, Ew. 1910: siehe Dörnten                                         |
| Flachstöckheim  | 27        | 393   | Salzgitter           | Flachs-Stöckheim |
| Gitter          | 36        | 621   | Salzgitter           | 1910: Gitter am Berge |
| Grauhof         | 3         | 174   | Goslar               | Augustiner-Kloster mit Vorwerk |
| Groß Döhren     | 39        | 564   | Liebenburg           | Großen Döhren |
| Groß Flöthe     | 59        | 623   | Flöthe               | Großen Flöthe |
| Groß Mahner     | 30        | 621   | Salzgitter           | |
| Haarhof         | 1         | -     | Liebenburg           | Vorwerk zum Herzogtum Braunschweig, 1771 erbaut                                                                                   |
| Hahndorf        | 24        | 508   | Goslar               | |
| Haverlah        | 40        | 649   | Haverlah             | |
| Heiningen       | 23        | 469   | Heiningen            | darin 1 Augustinerinnen-Nonnenkloster                                                                                             |
| Heißum          | 25        | 239   | Liebenburg           | Heißen |
| Hohenrode       | 12        | 126   | Salzgitter           | Hohnrode, Mühle und adliges Haus                                                                                                  |
| Jerstedt        | 69        | 854   | Goslar               | |
| Klein Döhren    | 36        | 441   | Liebenburg           | Kleinen Döhren |
| Klein Flöthe    | 25        | 311   | Flöthe               | Kleinen Flöthe |
| Klein Mahner    | 39        | 331   | Liebenburg           | |
| Kniestedt       | 46        | 525   | Salzgitter           | darin 3 adlige Höfe |
| Lewe            | 55        | 682   | Liebenburg           | Leve |
| Liebenburg      | 38        | 1.340 | Liebenburg           | alles freie Häuser |
| Lüderode        | 3         | 78    | Liebenburg           | 1 adliges Haus, 1 Krug, 1 Mühle                                                                                                   |
| Nienrode        | 1         | 72    | Salzgitter           | Pachthof und Vorwerk |
| Ohlhof          | 2         | –     | Goslar               | Vorwerk des Nonnenklosters Neuwerk (Goslar)                                                                                       |
| Ostlutter       | 28        | 342   | Lutter am Barenberge | Ost Lutter |
| Othfresen       | 56        | 909   | Liebenburg           | Ottfresen, mit herrschaftlicher Mühle                                                                                             |
| Riechenberg     | 1         | 159   | Goslar               | Augustiner-Kloster |
| Ringelheim      | 49        | 1.400 | Salzgitter           | mit 1 Benediktiner-Kloster (1910 Gutsbezirk: 509 Ew.)                                                                             |
| Salzliebenhalle | 137       | 1.900 | Salzgitter           | Flecken mit Salzhof (Salinenbereich war Exklave des Fürstentum Braunschweig-Wolfenbüttel); 1910: Salzgitter; 1951: Salzgitter-Bad |
| Söderhof        | 2         | 144   | Haverlah             | Vorwerk des Söderhofs im Amt Wohldenberg (1910: Gutsbezirk Söder)                                                                 |
| Steinlah        | 37        | 480   | Haverlah             | Stendlach |
| Upen            | 31        | 438   | Liebenburg           | |
| Vorsalz         | 18        | 136   | Salzgitter           | Vorstadt von Salzgitter-Bad |

Bei seiner Auflösung (1885) gehörten dem Amt Liebenburg folgende Gemeinden an:
| - Altenrode (*) - Alt Wallmoden - Beinum (*) - Bredelem - Dörnten - Flachstöckheim (*) - Gitter (*) - Grauhof - Groß Döhren | - Groß Flöthe (*) - Groß Mahner (*) - Hahndorf - Haverlah (*) - Heißum - Hohenrode - Jerstedt - Klein Döhren | - Klein Flöthe (*) - Klein Mahner (*) - Kniestedt (*) - Lewe - Liebenburg - Lüderode - Neuenkirchen - Nienrode (*) | - Ohlendorf (*) - Ostlutter - Othfresen - Riechenberg - Ringelheim (*) - Saline Salzliebenhalle (*) - Steinlah (*) - Upen |

(*) 1852 bis 1859 zum Amt Salzgitter.

## Drosten und Amtmänner

### Drosten
- 1643–1679: Gottfried von Heister
- 1679–1689: Sievert von Heister
- 1689–1720: Johann Arnold von Brabeck
- 1720–1727: Jobst Edmund von Brabeck, Vizedrost für seinen noch unmündigen Neffen (der folgende)
- 1727–1767: Jobst Edmund von Brabeck
- 1767–1777: Clemens August von Westphalen
- 1777–1802: Clemens August von Westphalen

### Amtmänner
- 1609/29: Hilmar Tunte
- 1630–1632: Berthold Brandhorst
- 1632–1642: Ludolf Albrecht Garssen
- 1642–1643: Heinrich Burchtorff
- 1643–1651: Nikolaus Nemhardt
- 1657–1664: Johann Wittekindt
- 1664–1685: Johann Wittekindt
- 1685–1706: Sievert Christian Wittekindt
- 1707–1729: Franz Adolf Küster
- 1729–1791: Gottfried Werner Berning
- 1761–1793: Wilhelm Krift
- 1793–1802: Friedrich Klenze
- preußische und französisch-westphälische Verwaltung
- 1818–1830: Franz Werner Wippern, Amtmann
- 1831–1836: Georg Ludewig Wilhelm von Reiche, Oberamtmann
- 1837–1839: Friedrich Wilhelm Heise, Regierungsrat
- 1840–1841: Carl Julis Blumenhagen, Amtmann
- 1841–1849: Carl Christian Heinrich Hesse, Amtmann
- 1849–1853: Carl August Adolph Göring, Amtmann
- 1853–1885: Carl Ludwig Eduard Rubach, Amtmann